# Malleola eburnea
Malleola eburnea là một loài thực vật có hoa trong họ Lan. Loài này được W.Suarez & Cootes mô tả khoa học đầu tiên năm 2007.